# Podolská sokolovna
Podolská sokolovna  v Praze stojí mezi ulicemi Podolská a Podolské nábřeží poblíž zastávky MHD Kublov, v blízkosti chráněného areálu vodárny, na pozemku parcelní číslo 422. Národní památkový ústav podal návrh na prohlášení sokolovny kulturní památkou, Ministerstvo kultury ČR však této žádosti dne 9. června 2003 nevyhovělo.

## Historie
Tělovýchovná jednota Sokol v Podolí se stala součástí České obce sokolské v roce 1892. Družstvo pro postavení sokolovny ustanovené roku 1901 zakoupilo pozemek, ale základní kámen byl položen až 28. října 1932; slavnostní otevření pak proběhlo 28. října 1933.
Po obsazení Československa roku 1939 zabrala sokolovnu německá armáda a po roce 1948 byl Sokol zrušen. Tělocvičnou jednotu Sokolové z Podolí obnovili v roce 1991, budovu sokolovny s hřištěm dostali zpět v květnu 1997.

## Popis
Sokolovna měla původně plochou terasu ve druhém patře a další dvě terasy určené ke slunění; velká terasa byla přestavěna na sál a dvě menší zastřešeny sedlovou střechou. Z loděnice vznikl sklad. Původní zasklení kamenného schodiště nad hlavním vchodem nahradila prosklená betonová mříž a později luxferová stěna. Kotelnu na parní vytápění nahradilo teplovodní vytápění a poté automatická plynová kotelna. Pro narušení konstrukce stropu velkého sálu byl skořepinový betonový strop nahrazen lehkou dřevěnou konstrukcí a natřen bílou barvou. Halogenové reflektory nahradily původní osvětlovací tělesa velkého sálu, protože nový dřevěný strop neměl potřebnou nosnost. Došlo i ke změnám obložení a podlah a změně vnitřní dispozice přestavbou příček, zrušena byla i venkovní schodiště, která vedla k vyhlídkovým terasám.